# Свети Модест (Метеора)
Вижте пояснителната страница за други значения на Свети Модест.
„Свети Модест“ (на гръцки: Μονή Αγίου Μοδέστου) е бивш православен манастир на Метеора, Гърция. Днес от него са останали руини.